# Brecha digital en los Estados Unidos
La brecha digital en los Estados Unidos se entiende como las diferencias existentes entre personas, hogares y comunidades, determinadas por aspectos demográficos y socioeconómicos, en cuanto al acceso a las tecnologías de la información y la comunicación ("TIC") y a las capacidades para utilizarlas de manera eficiente.   
En 1995, la Administración Nacional de Telecomunicaciones e Información (NTIA) realizó su primera encuesta para analizar el uso de Internet entre distintos grupos demográficos, categorizados como los "que tienen" y los "que no tienen" dentro de la sociedad estadounidense. Posteriormente, en el discurso sobre el Estado de la Unión del año 2000, el presidente Bill Clintonpopularizó el término "brecha digital", lo que impulsó a los investigadores a monitorear las diferencias en el acceso y uso de las tecnologías de la información y la comunicación (TIC) entre estos grupos. En su informe de 1999, titulado Falling Through the Net: Defining the Digital Divide (Navegando por la red: Definiendo la brecha digital), la NTIA describió la brecha digital como "uno de los principales problemas económicos y de derechos civiles de Estados Unidos".
El gobierno de los Estados Unidos ha trabajado para reducir la brecha digital mediante la colaboración entre los sectores público y privado, implementando políticas orientadas a mejorar la infraestructura de información y fomentar la alfabetización digital, con el objetivo de avanzar hacia una sociedad plenamente digital.
De acuerdo con datos del censo, en 1997 solo el 18% de los hogares utilizaba Internet, cifra que creció al 62 % en 2007 y alcanzó el 73% en 2015. Aunque el acceso digital ha mostrado un crecimiento constante en la última década, con un incremento del 11% desde 2009, persiste la brecha digital entre diversos grupos demográficos, dependiendo de factores como la región, la edad, la raza o la discapacidad, entre otros.

## Desglose demográfico

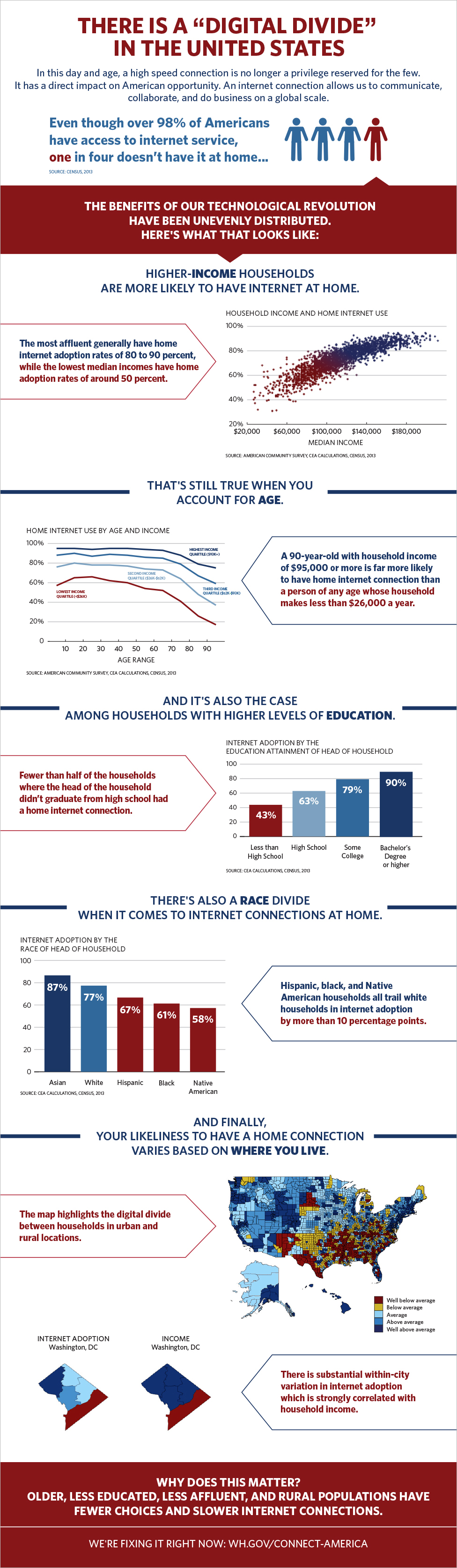
Infografía de la Casa Blanca sobre la brecha digital en EE. UU.

Contexto global: Brecha digital y Brecha digital por continente, zona y país .
En junio de 2020, la NTIA reportó que 4 de cada 5 estadounidenses tenían acceso a Internet.  Aunque el acceso ha incrementado significativamente en las últimas dos décadas, persisten desigualdades relacionadas con factores demográficos como la ubicación geográfica (urbana frente a rural), el género, la edad, la raza, la clase social y las discapacidades. En 2021, el Pew Research Center señaló que el 7% de los estadounidenses, equivalentes a aproximadamente 23 millones de personas, no utilizan Internet, y el 23% carece de acceso a una conexión de banda ancha en sus hogares.

### Género
En 2001, las mujeres superaron a los hombres y se convirtieron en la mayoría de los usuarios en línea en los Estados Unidos. Incluso al considerar factores como ingresos, nivel educativo y empleo, las mujeres demostraron un mayor entusiasmo por el uso de las TIC en comparación con los hombres. Según los datos del censo de 2009, las disparidades de género en la conectividad prácticamente desaparecieron: el 73 % de las mujeres de tres años o más tenía acceso a Internet desde su hogar, en comparación con el 74 % de los hombres.  